# Atelidea globosa
Atelidea globosa är en spindelart som beskrevs av Yamaguchi 1957. Atelidea globosa ingår i släktet Atelidea och familjen käkspindlar. Inga underarter finns listade.